# Ванат Петро Михайлович
Петро Михайлович Ванат (28 січня 1938, с. Дубно, Польща — 8 лютого 2017, м. Запоріжжя) — український державний діяч, депутат Верховної Ради України VIII скликання. Член ЦК КПУ у 1986—1991 роках. Почесний громадянин міста Запоріжжя

## Біографія
Народився 28 січня 1938 року в с. Дубно в Польщі  в селянській сім'ї. Рано залишившись сиротою, знайшов притулок у родичів. Потрапив до дитячого будинку, а згодом до школи-інтернату в Тернопільській області. 

##### Освіта
- У 1947—1950 роках — учень Глубочанської початкової школи Збаразького району Тернопільської області.
- У 1950—1953 роках — учень Красносільської семирічної школи Збаразького району Тернопільської області.
- У 1953—1956 роках — учень Збаразької середньої школи № 1 Тернопільської області.
- У вересні 1956 — червні 1961 року — студент металургійного факультету Донецького політехнічного інституту, інженер-металург.
- У 1979—1982 роках — заочний слухач Вищої партійної школи при ЦК КПУ.

##### Трудова діяльність
- У вересні 1961—1962 роках — підручний зварювальника, у 1962—1964 роках — зварювальник, у 1964—1965 роках — старший зварювальник нагрівальних колодязів, виконувач обов'язків диспетчера, начальник зміни, старший майстер цеху слябінг Запорізького металургійного заводу «Запоріжсталь».
- 11 жовтня 1965 — 6 квітня 1970 року — секретар комітету комсомолу Запорізького металургійного заводу «Запоріжсталь».
- 6 квітня 1970 — 2 грудня 1971 року — інструктор відділу організаційно-партійної роботи Запорізького обласного комітету КПУ.
- 2 грудня 1971 — 19 вересня 1975 року — 1-й секретар Запорізького обласного комітету ЛКСМУ.
- 19 вересня 1975 — 17 грудня 1980 року — 1-й секретар Заводського районного комітету КПУ міста Запоріжжя.
- 13 грудня 1980 — 18 квітня 1985 року — 2-й секретар Запорізького міського комітету КПУ.
- 18 квітня — 23 жовтня 1985 року — завідувач відділу транспорту і зв'язку Запорізького обласного комітету КПУ.
- 23 жовтня 1985 — 29 квітня 1991 року — 1-й секретар Запорізького міського комітету КПУ.
- 18 квітня 1991 — квітень 1992 року — заступник голови виконавчого комітету Запорізької обласної ради народних депутатів з питань промисловості та енергетики.
- У квітні 1992 — травні 1993 року — начальник Головного управління економіки Запорізької обласної ради народних депутатів.
- У травні 1993 — жовтні 1995 року — начальник управління зовнішньоекономічних зв'язків Запорізької облдержадміністрації (облвиконком).
- У жовтні 1995 — травні 1998 року — заступник голови Запорізької облдержадміністрації з питань промисловості та енергетики[3].
- З травня 1998 року — президент Запорізького обласного союзу промисловців і підприємців «Потенціал».
- З липня 2004 року — голова Запорізької обласної федерації роботодавців.
- Голова Спостережної ради ВАТ «Інтурист-Запоріжжя».
- Керував групами по розробці міської екологічної програми «Біосфера», обласних програм «Біосфера» і «Енергозбереження».

Полковник запасу.

##### Суспільно-політична діяльність
- Член ЛКСМУ з 1954 року.
- Член КПРС (червень 1966 — серпень 1991)
- З 1972 — депутат Запорізької облради народних депутатів.
- 1974–1979 — член ЦК ЛКСМУ.
- 1986–1991 — член ЦК КПУ.
- Член Партії промисловців та підприємців України
- З 1998 року — член правління і Президії УСПП
- З 1999 року — голова Запорізької обласної організації Всеукраїнського об'єднання демократичних сил «Злагода».
- 1999 — керівник обласного громадського штабу кандидата в Президенти України Л. Кучми.
- У квітні 2002 р. — кандидат в народні депутати України від блоку «За єдину Україну!».
- Радник Прем'єр-міністра України на громадських засадах (липень 2001 — листопад 2002)[4][5].
- Член Національної тристоронньої соціально-економічної ради від всеукраїнських об'єднань організацій роботодавців. Співголова Громадської ради при Державній податковій адміністрації в Запорізькій області. Член колегії Запорізької облдержадміністрації. Член Національної соціально-економічної ради при Президентові України

Помер 8 лютого 2017 року у Запоріжжі. Похований 10 лютого 2017 року на Капустяному цвинтарі міста Запоріжжя.

## Нагороди
- Орден «Знак Пошани» (1973)
- Орден «За заслуги» III (.01.1999)[6], II (.02.2002)[7], I ступенів
- Почесна грамота Президії Верховної Ради УРСР (.01.1988)
- Почесна грамота Верховної Ради України (2003)
- Почесна грамота Кабінету Міністрів України (2007)
- медаль «За доблесну працю. В ознаменування 100-річчя від дня народження В. І. Леніна» (1970)
- медаль «Ветеран праці» (1989)
- «Золота медаль» Українського союзу промисловців і підприємців

## Почесні звання
Почесний доктор Запорізького державного університету, член-кореспондент Міжнародної кадрової академії, почесний академік Академії наук соціальних технологій та місцевого самоврядування.
Звання «Почесний громадянин міста Запоріжжя» присвоєно рішенням міської ради від 23 вересня 2009 № 5, враховуючи його значний особистий внесок у розвиток і модернізацію Запорізького індустріального комплексу, житлового будівництва, розробку екологічних програм, рішення проблем соціального захисту працюючих і мало захищених категорій населення, соціально-економічне розвиток міста Запоріжжя.

## Родина
- Дружина: Людмила Олександрівна — голова Наглядової ради ВАТ «Туркомплекс „Запоріжжя“»

- Сини: Олександр (1967) і Максим (1973) — підприємці

## Вшанування пам'яті
8 лютого 2019 року в Запоріжжі відкрито меморіальну дошку на будинку по вулиці Тбіліській, 21, де мешкав Петро Ванат з 1974 по 2009 роки. Над створенням барельєфу для меморіальної дошки працював скульптор Борис Чак, член Національної спілки художників України.